# Final Fantasy All the Bravest
Final Fantasy All the Bravest est un jeu vidéo de rôle développé par BitGroove et édité par Square Enix, sorti en 2013 sur iOS et Android.

## Accueil
Le jeu a reçu un accueil critique désastreux de la part de la presse spécialisée :
- IGN : 2,5/10[1]
- Gamezebo : 1,5/5[2]
- Pocket Gamer : 3/10[3]